# Mannsdorf (Döbeln)
Mannsdorf ist ein Dorf, das in der Ortschaft Ebersbach der Stadt Döbeln im sächsischen Landkreis Mittelsachsen liegt.

## Geographie
Das ursprünglich aus versprengten Häuslerreihen bestehende Dorf liegt südlich von Döbeln und nordwestlich von Ebersbach an der B 169 auf rund 270 m. Westlich liegt Ziegra, nordwestlich Stockhausen und südlich Gebersbach.

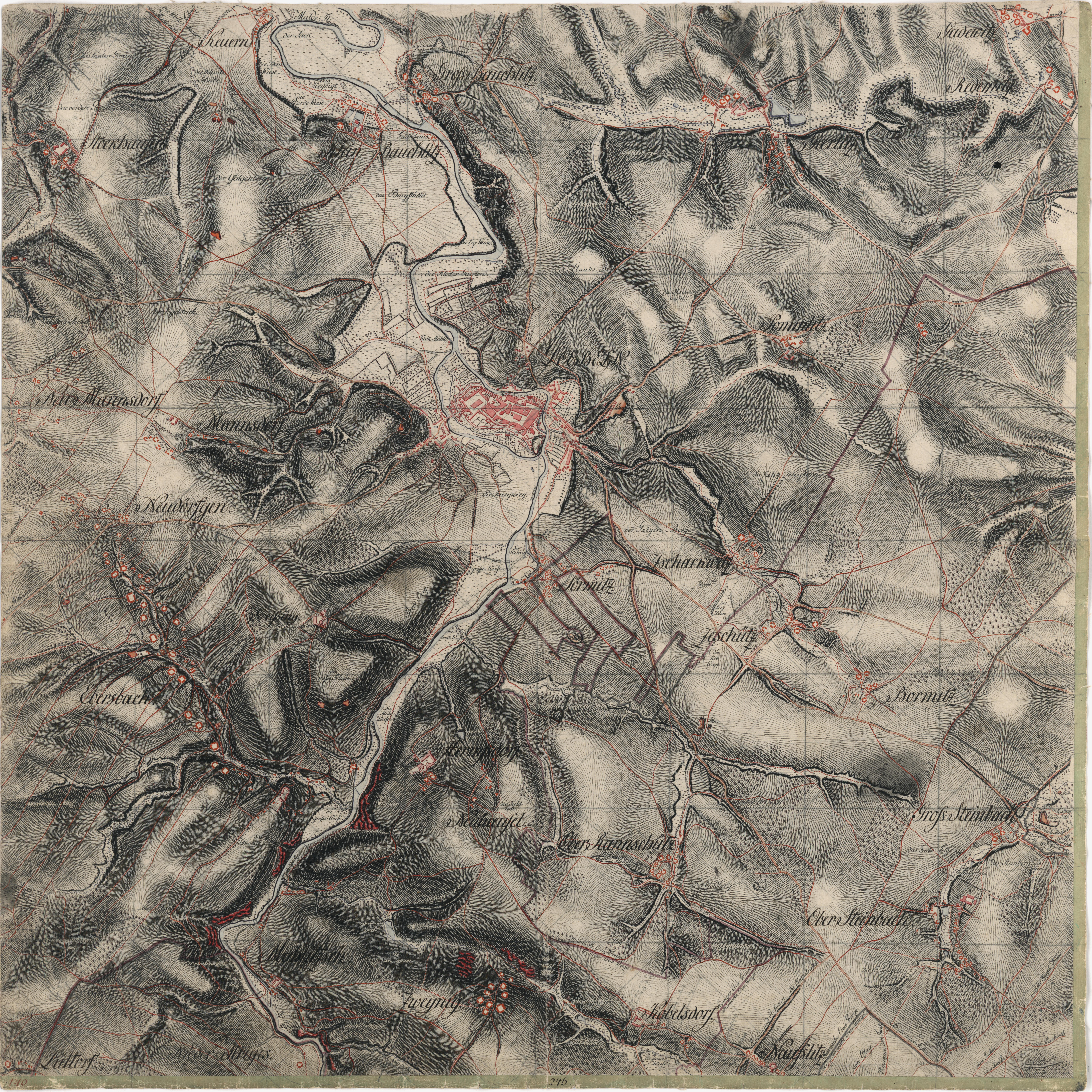
Mannsdorf südlich von Döbeln auf einer Karte von 1800

## Geschichte
Mannsdorf ist spätestens 1331 erstmals als Monacsdorf erwähnt. Spätere Nennungen sind wust Monoxdorf (also eine Wüstung), Cunradt von Manstroff (1404), Manßdorff (um 1600) und später (Neu-)Mannsdorf. Der Ort war bereits im 14. Jahrhundert dem Rat zu Döbeln zugehörig und gehörte zum Amt Leisnig, dem Gerichtsamt Döbeln und später zur Amtshauptmannschaft Döbeln und dem (Land-)Kreis Döbeln, bis dieser im Landkreis Mittelsachsen aufging. Mannsdorf ist seit jeher nach Döbeln gepfarrt.
Ein Vorwerk Mannsdorf ist um 1600, 1791, 1875 und 1908 genannt, wobei Ende des 18. Jahrhunderts vom Vorwerk Neumannsdorf die Rede war und 1875 vom Vorwerk Mannsdorf und der Gemeinde Neu-Mannsdorf geschrieben wurde. Im 20. Jahrhundert wurde der Ort wieder ausschließlich als Mannsdorf bezeichnet. 1950 wurde Neudorf eingemeindet und Mannsdorf selbst wurde 1972 nach Ebersbach eingemeindet, das seit Juli 2011 zu Döbeln gehört. An das heute nicht mehr existente Vorwerk erinnert heute nur noch die Alte Gutsstraße. Mannsdorf ist heute ein offizieller Teil der Ortschaft Ebersbach.
| Jahr          | 1800       | 1834 | 1871 | 1890 | 1910 | 1925 | 1939 | 1946 | 1950 | 1964 |
| ------------- | ---------- | ---- | ---- | ---- | ---- | ---- | ---- | ---- | ---- | ---- |
| Einwohnerzahl | 24 Häusler | 135  | 238  | 228  | 238  | 247  | 222  | 268  | 462  | 400  |

1925 waren 235 Einwohner Lutheraner und 12 Einwohner andersgläubig.

## Belege
1. ↑  Freistaat Sachsen – Statistisches Landesamt – Kleinräumiges Gemeindeblatt. (PDF; 983 KB) S. 5, abgerufen am 5. September 2024.
2. 1 2  Mannsdorf (Neu-) – HOV | ISGV. Abgerufen am 30. Dezember 2023.
3. ↑  Döbeln: Vorwerk Mannsdorf | Sachsens Schlösser. 8. August 2012, abgerufen am 30. Dezember 2023 (deutsch).
4. ↑  Große Kreisstadt Döbeln: Hauptsatzung der Großen Kreisstadt Döbeln. 13. Dezember 2019, abgerufen am 30. Dezember 2023.